# Rechtspolitik
Mit Rechtspolitik im weit gefassten allgemeinen Sinn ist die Gesetzgebungsarbeit in der Politik gemeint. Hierbei geht es vor allem um den Entwurf und die Abfassung von Rechtsnormen. Es kann sich um die Schaffung gänzlich neuer oder die Änderung bestehender Vorschriften handeln. Neben Gesetzen im formellen Sinn können auch niederrangige Rechtsvorschriften wie Verordnungen oder Satzungen geschaffen werden. Für die Gesetzgebung werden in der Regel Entwürfe für neue Gesetzestexte in den Ministerien entworfen und von der Regierung als Gesetzesvorlagen zur Beratung und Beschlussfassung in die parlamentarische Arbeit eingebracht. Soweit es dabei nicht um Rechtspolitik im engeren Sinn geht, liegt die Federführung bei dem zuständigen Fachministerium (wie zum Beispiel dem Arbeits-, Bildungs- oder Umweltministerium) und nicht beim Justizministerium. Das Justizministerium wird wegen der Auswirkungen neuer Rechtsvorschriften aber in der Regel durch interministerielle Arbeitsgruppen beteiligt. Die Rechtspolitik ist damit ein Querschnittspolitikfeld.

## Rechtspolitik in Deutschland

### Rechtspolitik des Bundes
Im engeren Sinn versteht man unter Rechtspolitik in Deutschland die Gesetzgebung im Bürgerlichen Recht (Zivilrecht), im Strafrecht (einschließlich des Strafvollstreckungs- und des Strafvollzugsrechts), im Allgemeinen Verwaltungsrecht und in den jeweiligen Vorschriften des Prozessrechts. Zudem wird die Gerichtsorganisation der Bundesgerichte und die Justizverwaltung der Rechtspolitik im engeren Sinn zugeordnet. Ein besonders wichtiges Gebiet der Rechtspolitik ist die Verfassungsgesetzgebung.
Der Koalitionsvertrag 2021–2025 sieht einen Digital- und einen Praxischeck für neue Gesetze, ein „Zentrum für Legistik“ und ein digitales Gesetzgebungsportal vor, über das einsehbar ist, in welcher Phase sich Vorhaben befinden. Es sollen öffentliche Kommentierungsmöglichkeiten erprobt werden, und den Gesetzentwürfen der Bundesregierung soll künftig eine Synopse beigefügt werden, die die aktuelle Rechtslage den geplanten Änderungen gegenüberstellt.
Im Bereich des Strafrechts hat der Koalitionsvertrag 2021–2025 festgelegt, das Strafrecht systematisch auf Handhabbarkeit, Berechtigung und Wertungswidersprüche zu überprüfen. Das Werbungsverbot für den Schwangerschaftsabbruch wurde bis zur Mitte der Legislaturperiode abgeschafft und eine Reform des Kinderpornographie-Tatbestandes in das Verfahren gegeben, damit zum Beispiel Eltern, die eine strafbare Datei aus der Chatgruppe ihrer Kinder weiterleiten um einen Hinweis zu geben, nicht der Strafbarkeit unterliegen. Für die zweite Hälfte der Legislaturperiode ist die Streichung von überholten Straftatbeständen geplant, so der Missbrauch von Scheckkarten, weil keine mehr im Gebrauch sind. Der Mordparagraph soll nicht auf die lebenslange Freiheitsstrafe verzichten, aber nicht mehr an die Tätertypenlehre aus der Zeit des Nationalsozialismus (Kieler Schule) anknüpfen.

### Rechtspolitik der Länder
In Deutschland wird die Rechtspolitik auf Bundesebene vom Bundesministerium der Justiz umgesetzt. Entsprechendes gilt für die Justizministerien der Bundesländer. Gerade auf Landesebene liegt der Schwerpunkt der Rechtspolitik der Landesgesetzgebungskompetenz vor allem in der Bildungspolitik und dem Polizeirecht, des Weiteren in der Rechtssetzungsbefugnis für Ausführungsgesetze zum Bundesrecht. Zur Landesgesetzgebungskompetenz gehören auch das  Justizvollzugsrecht und die Gerichtsorganisation unterhalb der Bundesgerichte (vor allem Anzahl, Sitz und Ausstattung der Gerichte). Auf kommunaler Ebene bestehen zwar auch Rechtssetzungskompetenzen (Satzungen, Verordnungen, nicht aber Gesetze im formellen Sinne), diese werden aber nicht dem Bereich der Rechtspolitik zugeordnet. Rechtspolitik wird nicht nur von den jeweiligen Justizministern betrieben, sondern auch von den Justizpolitikern der Fraktionen in dem jeweiligen Rechtsausschuss der Parlamente.

### Rechtspolitische Organisationen
Auch in den Parteien bestehen häufig eigene Unterorganisationen, in denen die Rechtspolitik der Parteien vorbereitet wird. In der CDU ist dies auf Bundesebene die Bundesarbeitskreis Christlich-Demokratischer Juristen (BACDJ) und die jeweiligen Landesarbeitskreise (LACDJ), die überwiegend deckungsgleich mit den Bundesländern sind. In der SPD ist es die Arbeitsgemeinschaft sozialdemokratischer Juristinnen und Juristen (ASJ), die Untergliederungen bis auf die kommunale Ebene unterhält. Darüber hinaus betreiben auch berufspolitische Vereinigungen, wie der Deutsche Anwaltverein oder der Deutsche Richterbund Rechtspolitik.

### Standes- und Berufsrecht
Auch das Ausbildungs-, Standes- und Berufsrecht der Rechtsanwälte und Notare gehört zur Rechtspolitik. So wird zum Beispiel die Fachanwaltsordnung (FAO) von der Satzungsversammlung der Bundesrechtsanwaltskammer (BRAK) beschlossen, die dann aber der Genehmigung des Justizministers bedarf.

## Rechtspolitik in der Schweiz
In der Schweiz wird der Begriff etwas anders verwendet: Er bezieht sich auf die Generierung vor allem derjenigen Rechtsnormen, die sich auf Justiz und Rechtsprechung im engeren Sinne beziehen, also vorab Zivilrecht, Verwaltungsrecht, Strafrecht, Rechtspflege sowie im Bereich des Verfassungsrechtes die Grundrechte.

## Zeitschriften
- Zeitschrift für Rechtspolitik (ZRP)